# Teenager of the Year
Teenager of the Year è il secondo album in studio da solista del musicista rock statunitense Frank Black, pubblicato nel 1994.

## Accoglienza
Pitchfork lo ha inserito nella sua Top 100 degli album degli anni '90 definendolo il miglio album solista di Black; è stato anche incluso nel libro "1001 Albums You Must Hear Before You Die" e il sito Quietus nel 2014 lo ha definito come "un album perduto dei Pixies nello stesso modo in cui Ram sembra un album perduto dei Beatles. È colossale, pullula di innovazione." L'album ebbe buone recensioni ma scarso successo commerciale.

## Tracce
1. Whatever Happened to Pong? – 1:34
2. Thalassocracy – 1:33
3. (I Want to Live on an) Abstract Plain – 2:17
4. Calistan – 3:22
5. The Vanishing Spies – 3:37
6. Speedy Marie – 3:33
7. Headache – 2:52
8. Sir Rockaby – 2:54
9. Freedom Rock – 4:16
10. Two Reelers – 3:01
11. Fiddle Riddle – 3:29
12. Olé Mulholland – 4:41
13. Fazer Eyes – 3:36
14. I Could Stay Here Forever – 2:27
15. The Hostess with the Mostest – 1:56
16. Superabound – 3:10
17. Big Red – 2:41
18. Space Is Gonna Do Me Good – 2:22
19. White Noise Maker – 2:42
20. Pure Denizen of the Citizens Band – 2:20
21. Bad, Wicked World – 1:57
22. Pie in the Sky – 2:13

## Formazione
- Frank Black - voce, chitarra
- Eric Drew Feldman - basso, tastiere, sintetizzatore
- Nick Vincent - batteria, basso (11)
- Lyle Workman - chitarra
- Joey Santiago - chitarra
- Morris Tepper - chitarra

## Classifiche
| Classifica (2025) | Posizione massima |
| ----------------- | ----------------- |
| Croazia           | 1                 |